# Hořičky
Hořičky település Csehországban, Náchodi járásban. Hořičky Vestec, Libňatov, Lhota pod Hořičkami, Brzice, Litoboř, Slatina nad Úpou és Mezilečí településekkel határos. Lakosainak száma 586 fő (2024. január 1.).

## Népesség
A település lakosságának változását az alábbi diagram mutatja:
| Lakosok száma | 1139 | 1079 | 824  | 563  | 502  | 489  | 553  | 566  | 573  | 586  |
|               | 1869 | 1890 | 1921 | 1950 | 1980 | 2001 | 2017 | 2019 | 2022 | 2024 |